# Nacionalidad húngara

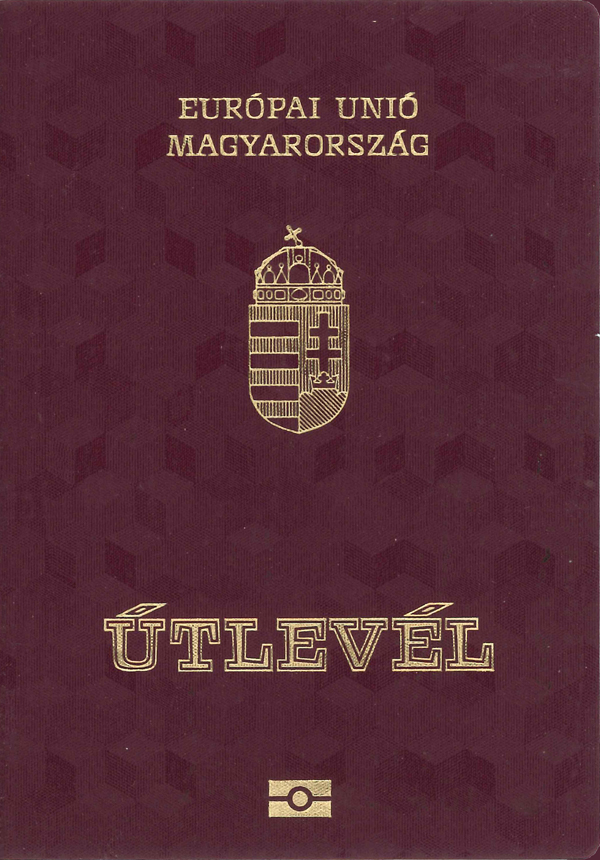
Pasaporte biométrico húngaro

La nacionalidad o ciudadanía húngara es el vínculo jurídico que liga a una persona física con Hungría y que le atribuye la condición de ciudadano. La ley de esta nacionalidad se basa en el concepto jurídico de ius sanguinis (derecho de sangre). En otras palabras, ser hijo de al menos un ciudadano húngaro es el método principal para adquirir la ciudadanía.
La actual ley de nacionalidad húngara entró en vigencia en 1993. El 26 de mayo de 2010, se aprobó una resolución que modificó la ley de nacionalidad, para permitir que toda persona que fuera ciudadana húngara (o descendiente de una) antes de 1920, o entre 1941 y 1945, y que tuviera un conocimiento suficiente del idioma húngaro, pueda solicitar la ciudadanía, incluso si no vive en Hungría. Dicha enmienda entró en vigor el 1 de enero de 2011.
La doble ciudadanía está permitida por la ley húngara. Todos los ciudadanos húngaros son automáticamente ciudadanos de la Unión Europea.

## Adquisición

### Por nacimiento en Hungría
Una persona nacida en Hungría de padres extranjeros no adquiere la ciudadanía húngara al nacer, a menos que de otra manera quedara apátrida.
Hasta que se demuestre lo contrario, los siguientes individuos serán reconocidos como ciudadanos húngaros:
- Niños nacidos en Hungría de padres apátridas que residen en el país.
- Niños nacidos de padres desconocidos y encontrados en Hungría.

### Por ascendencia
Una persona adquiere la nacionalidad húngara al nacer si al menos uno de sus padres es ciudadano húngaro. Esto se aplica independientemente del lugar de nacimiento del niño.
Aunque su condición familiar haya sido regularizada posteriormente (reconocimiento paterno pleno, matrimonio posterior de los padres, determinación judicial de paternidad o maternidad), el niño debe ser considerado ciudadano húngaro retroactivamente desde el momento de su nacimiento.
Antes del 1 de octubre de 1957:
- Un niño adquiría la ciudadanía húngara al nacer solo si su padre legítimo era ciudadano húngaro. El hijo de una madre húngara y un padre no húngaro, no se convertía en ciudadano húngaro por nacimiento.
- Si el niño nació fuera del matrimonio, y solo su madre era húngara, este era considerado húngaro. Pero si más tarde el niño era reconocido por un padre no húngaro, perdería su ciudadanía húngara.

### Por adopción
Los niños menores de edad adoptados por ciudadanos húngaros pueden presentar una solicitud y, normalmente, se les concedería la ciudadanía.

### Por naturalización
Un individuo no húngaro puede solicitar la nacionalidad por naturalización si cumple con las siguientes condiciones:
1. Haber residido en Hungría durante al menos ocho años de forma continua antes de la solicitud.[nota 1]
2. No tener antecedentes penales según la ley húngara, y no estar siendo acusado en cualquier proceso penal ante un tribunal húngaro mientras se decide la solicitud.
3. Tener un medio de vida estable y un lugar de residencia en Hungría.
4. Que su naturalización no sea considerada una amenaza para el orden público o la seguridad nacional de Hungría.[6]
5. Aprobar un examen (en idioma húngaro) sobre estudios constitucionales básicos.[nota 2]

El requisito de residencia continua en Hungría se reduce a cinco años si la persona:
- Nació en Hungría;
- Estableció su residencia en Hungría antes de los 18 años de edad; o
- Es apátrida.

En los casos anteriormente mencionados, las condiciones de naturalización 2 y 5 son las únicas que deben cumplirse de forma obligatoria.
El requisito de residencia continua en Hungría se reduce a tres años para las siguientes categorías de personas:
- Personas que han convivido con un ciudadano húngaro en matrimonio durante al menos tres años, o que el mismo haya cesado por la muerte del cónyuge.
- Padres de menores de edad con ciudadanía húngara.
- Personas adoptadas por ciudadanos húngaros.
- Refugiados reconocidos.

En los casos anteriormente mencionados, las condiciones de naturalización 2 y 5 son las únicas que deben cumplirse de forma obligatoria.
También pueden solicitar la naturalización las personas que cumplen con los siguientes requisitos:
- Haber convivido con un ciudadano húngaro en matrimonio durante al menos diez años; o
- Haber convivido con un ciudadano húngaro en matrimonio durante al menos cinco años y tener al menos un hijo en común; y
- Ser capaz de demostrar conocimientos suficientes del idioma húngaro.

En los casos anteriormente mencionados, las condiciones de naturalización 2 y 4 son las únicas que deben cumplirse de forma obligatoria.
Si se cumplen los requisitos de naturalización 2 y 4, el presidente de la república puede otorgar una exención de los otros requisitos si la naturalización del solicitante supone un interés para Hungría.

#### Naturalización simplificada por origen húngaro
En 2011, Hungría modificó su ley de nacionalidad, para permitir que cualquier húngaro étnico que viva en el extranjero (que tuviera conocimientos suficientes del idioma húngaro y fuera ciudadano húngaro (o descendiente de uno) antes de 1920, o entre 1941 y 1945) pueda solicitar la ciudadanía húngara por naturalización simplificada. El solicitante solo debe cumplir con las condiciones de naturalización 2 y 4, además de los requisitos de ascendencia e idioma anteriormente mencionados. La ley ha creado controversia, ya que unos cinco millones de húngaros étnicos que viven más allá de las fronteras de Hungría (principalmente en Rumania, Eslovaquia, Serbia, Ucrania y Austria), cuyos antepasados perdieron la ciudadanía húngara como resultado del tratado de paz que puso fin a la Primera Guerra Mundial, pueden reclamar la ciudadanía húngara.
La reacción más fuerte fue de Eslovaquia: modificó su ley de nacionalidad para limitar la doble ciudadanía, privando de la ciudadanía eslovaca a cualquier persona que solicite la de otro país, y también prohibió dirigirse ante funcionarios públicos en idioma húngaro.
Hasta agosto de 2015, se habían presentado más de 750 000 solicitudes, y se había otorgado la ciudadanía a 700 000 personas. Las principales fuentes de solicitantes fueron: 300 000 de Transilvania (Rumania), 130 000 de Voivodina (Serbia) y 120 000 de Ucrania.

### Por restauración
Previa solicitud, una persona cuya ciudadanía húngara haya cesado, puede readquirirla si cumple con las condiciones de naturalización 2 y 4, y demuestra que es lo suficientemente competente en el idioma húngaro.

### Por declaración
La declaración es una forma simplificada de naturalización. Las siguientes personas son elegibles para obtener la ciudadanía húngara por declaración:
- Personas que perdieron la ciudadanía húngara por emigración entre el 15 de septiembre de 1947 y el 2 de mayo de 1990.
- Apátridas menores de 19 años, nacidos en Hungría y residentes en dicho país durante los cinco años anteriores a la declaración.
- Personas que nacieron antes del 1 de octubre de 1957 de madre húngara y padre extranjero, si no se les concedió la ciudadanía húngara al nacer.

## Juramento de lealtad
Se espera que las personas que adquieran la ciudadanía húngara por naturalización o restauración, hagan el siguiente juramento de lealtad:
Juro que considero a Hungría como mi país. Seré un ciudadano leal de Hungría. Respetaré y obedeceré la Constitución y las leyes de este país. Defenderé a mi país con todas mis fuerzas y lo serviré lo mejor que pueda. ¡Que Dios me ayude!
Los que prefieran, pueden hacer una promesa solemne equivalente a un juramento.
Si la persona es legalmente incompetente, el juramento o la promesa se hará en su nombre por su tutor. La adquisición de la nacionalidad se hace efectiva tras el juramento o promesa. Si la persona muere antes de esto, o si cae en una condición que le impida realizarlo, adquirirá la ciudadanía húngara el día de la emisión del certificado de naturalización.

## Pérdida de la ciudadanía
No es posible que una persona pierda la ciudadanía húngara involuntariamente. La excepción se aplica a las personas que la hayan obtenido al engañar a la autoridad, en particular al proporcionar intencionalmente información falsa o al retener datos o hechos relevantes. La revocación de la naturalización está sujeta a un plazo de diez años desde la adquisición de la ciudadanía, tiempo después del cual ya no se pueden tomar medidas.
Los ciudadanos húngaros que tengan (o es probable que adquieran) otra nacionalidad y vivan fuera de Hungría, pueden renunciar a su ciudadanía húngara. En caso de no haber adquirido la ciudadanía de otro país dentro de los tres años posteriores a la aceptación de la renuncia, pueden solicitar la restitución de su ciudadanía húngara.

## Doble nacionalidad
Hungría permite a sus ciudadanos tener ciudadanía extranjera además de la húngara. Siempre y cuando la ley de nacionalidad del otro país lo permita, un nacional húngaro puede adquirir una ciudadanía extranjera y conservar la húngara, y un extranjero puede obtener la nacionalidad húngara sin perder su nacionalidad de origen. Algunos países no permiten la doble ciudadanía. Por ejemplo, si una persona adquirió las nacionalidades húngara y japonesa por nacimiento, debe declarar ante el Ministerio de Justicia japonés, antes de cumplir los 22 años, qué ciudadanía desea conservar.

## Ciudadanía de la Unión Europea
Debido a que Hungría forma parte de la Unión Europea (UE), los ciudadanos húngaros también son ciudadanos de la misma según el derecho comunitario y, por lo tanto, gozan del derecho a la libre circulación y de la posibilidad de votar en las elecciones al Parlamento Europeo. Cuando se encuentren en un país extracomunitario, en el cual no exista ninguna embajada húngara, tienen derecho a obtener la protección consular de la embajada de cualquier otro Estado miembro de la UE presente en ese país. También pueden vivir y trabajar en cualquier otro país miembro como resultado del derecho de libre circulación y residencia, otorgado en el artículo 21 del Tratado de Funcionamiento de la Unión Europea.

## Requisitos de visado

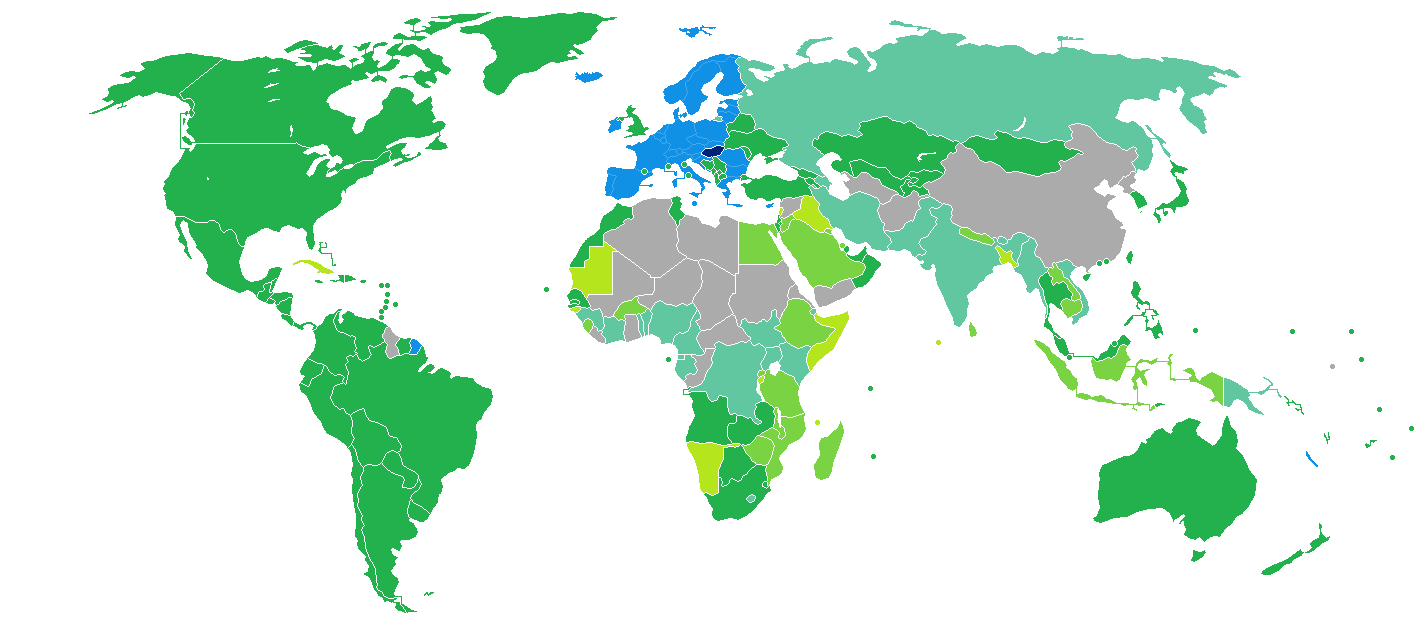
Hungría
Libre movimiento
No se requiere visa
Visa a la llegada
Visa electrónica
Visa disponible tanto a la llegada como en línea
Se requiere visa antes de la llegada

Los requisitos de visado para ciudadanos húngaros son las restricciones administrativas de entrada por parte de las autoridades de otros Estados a los ciudadanos de Hungría. En 2023, los ciudadanos húngaros tenían acceso sin visado o visa a la llegada a 186 países y territorios, clasificando al pasaporte húngaro en el octavo lugar del mundo, según el Índice de restricciones de Visa.